# Емуртлинский район
Емуртли́нский райо́н Тюменского округа Уральской области РСФСР.

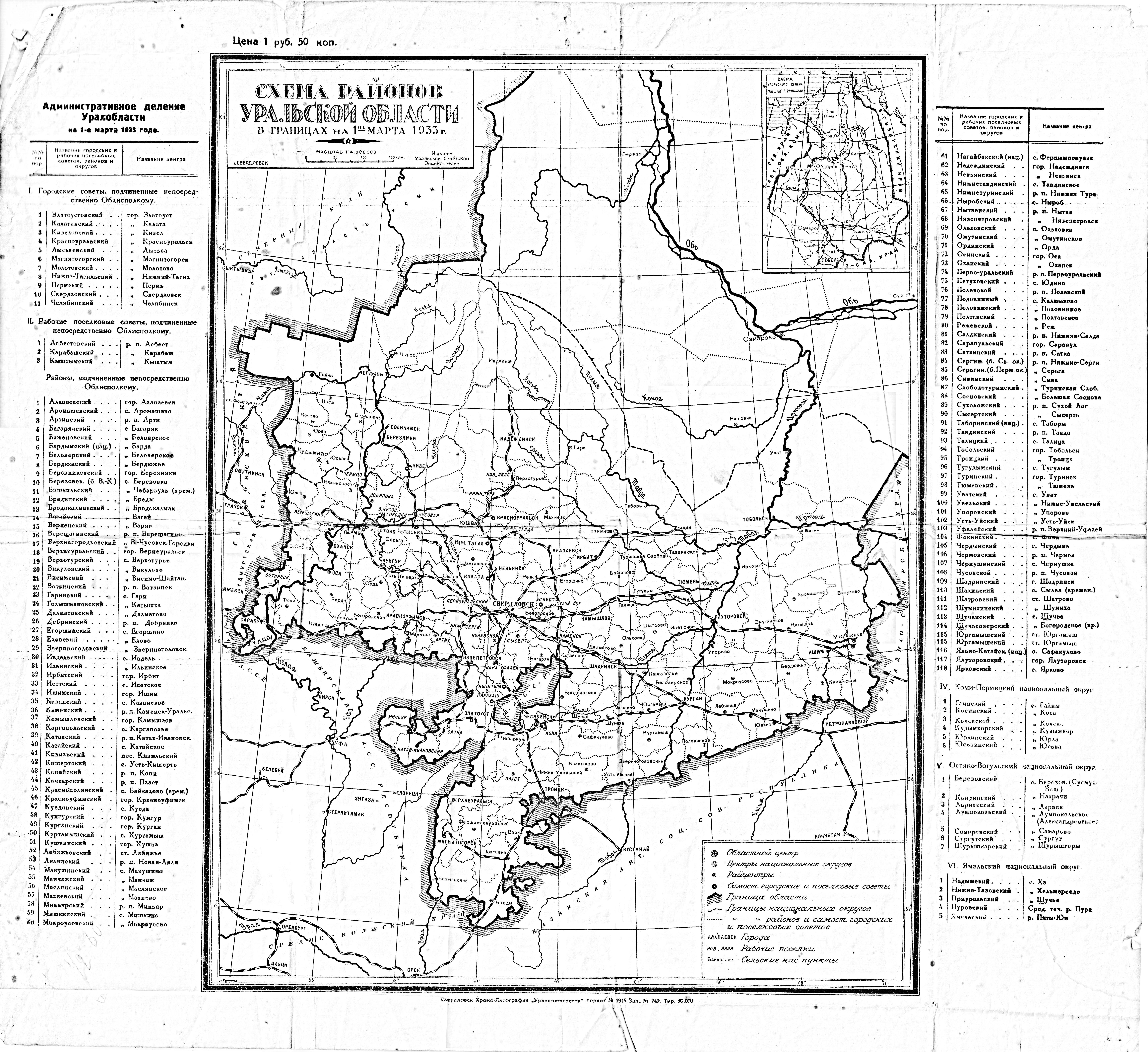
Схема районов Уральской области на 1 марта 1933 года

Образован на основании постановлений ВЦИК от 3 и 12 ноября 1923 года из Верх-Суерской, Емуртлинской, Кизакской, Комиссаровской, Нижнеманайской, Пятковской и Уваровской волостей Ялуторовского уезда Тюменской губернии.
В район вошло 24 сельсовета: Большепросековский, Верхнеманайский, Верх-Суерский, Видоновский, Горюновский, Дураковский, Емуртлинский, Капралихинский, Кизакский, Киселёвский, Комиссаровский, Крутихинский, Курский, Масальский, Нижнеманайский, Ошурковский, Пятковский, Середкинский, Слободчиковский, Старонерпинский, Талицкий, Уваровский, Фатеевский, Щигровский.

## Административно-территориальное деление
16 августа 1924 года постановлением президиума окрисполкома Курский сельсовет переименован в Погодаевский.
В 1925 году Погодаевский и Фатеевский сельсоветы упразднены.
Постановлениями президиума Уралоблисполкома от:
30/31 декабря 1925 года Большепросековский, Верх-Суерский, Крутихинский, Ошурковский и Середкинский сельсоветы переданы в Марайский район Курганского округа.;
15 сентября 1926 года из Суерского района передан Моревский сельсовет, Талицкий сельсовет переименован в Пантелеевский.
Постановлением ВЦИК от 1 января 1932 года район упразднён.
Верхнеманайский, Видоновский, Горюновский, Емуртлинский, Капралихинский, Кизакский, Киселёвский, Комиссаровский, Масальский, Мореевский, Нижнеманайский, Пантелеевский, Пятковский, Слободчиковский, Старонерпинский сельсоветы переданы в Упоровский район. Дураковский, Уваровский и Щигровский сельсоветы переданы в Мокроусовский район.